# 甲六川
甲六川（こうろくがわ）は、八ヶ岳南麓を南北に流れる富士川水系の河川である。

## 地理
長野県諏訪郡富士見町と山梨県北杜市小淵沢町地区の境を始終流れる細い河川であり、山梨県と長野県の県境を形成している。
八ヶ岳山系の編笠山南麓の標高約1,420mの地点付近に源を発し、長野県諏訪郡富士見町・山梨県北杜市小淵沢町地区・白州町地区の境目にある国道20号（甲州街道）の新国界橋（しん・こっかいばし）の橋の下で釜無川に合流する。総延長は約9km。
主要地方道17号茅野北杜韮崎線の甲六橋のたもとに「先達甲六公園」が整備されている。公園内には展望台が設置されており、御柱が飾られている。

## 流域の自治体
山梨県
北杜市小淵沢町（旧北巨摩郡小淵沢町）
長野県
諏訪郡富士見町

## 主な交差路線
- JR中央本線（小淵沢駅〜信濃境駅間）
- 中央自動車道（小淵沢IC〜諏訪南IC間）
- 国道20号（新国界橋）
- 主要地方道11号北杜富士見線
- 主要地方道17号茅野北杜韮崎線（甲六橋）
- 長野県道484号富士見原茅野線

## その他
- 映像ソフト版『「もののけ姫」はこうして生まれた。』第3巻「記録を超えた日」によれば、宮崎駿監督作品「もののけ姫」に登場する「牛飼いの甲六」は、この川の名前が由来になったとされる。